# Gneu Corneli Lèntul Getúlic
Gneu Corneli Lèntul Getúlic (en llatí: Gnaeus Cornelius Cossi g. Cn. n. Lentulus Gaetulicus) va ser un magistrat romà, fill de Cos Corneli Lèntul Getúlic. Formava part de la gens Cornèlia, i era de la família dels Cornelis Lèntuls, d'origen patrici.
Va ser cònsol l'any 26 junt amb Gai Calvisi Sabí. Tot seguit, va tenir el comandament de les legions de la Germània Superior per deu anys, i va ser molt popular entre les tropes perquè era suau amb els càstigs i misericordiós. També era apreciat per l'exèrcit de la Germània Inferior, on el seu sogre Luci Aproni era comandant.
Es diu que la seva influència entre els soldats el va salvar quan va caure Sejà, el fill del qual estava promès amb la seva filla. Va ser l'única relació familiar de Sejà que Tiberi no va eliminar amb l'execució. Tàcit diu que Lèntul havia escrit a l'emperador assegurant-li la seva lleialtat mentre el mantingués en el comandament de l'exèrcit, però advertint d'una revolta si n'era privat. Tiberi va considerar prudent no fer res, però Calígula, considerant la seva influència entre els soldats massa gran, el va fer matar l'any 39. La seva mort no va provocar cap revolta i el comandament de la Germània Superior el va assumir Galba, que més tard es va convertir en emperador.
Lèntul Getúlic va ser també historiador i poeta. Suetoni parla de les seves obres històriques, de les quals no resta ni un fragment. Dels seus poemes només en resten tres línies, que sembla que havien pertangut a un poema astronòmic, reproduïdes per Probe en els seus escolis sobre Virgili. Hi ha nou epigrames a l’Antologia grega sota el nom de Getúlic, que alguns pensen que també li corresponen.